# Мандарина
Мандарината (Citrus reticulata) е малко вечнозелено субтропично плодово дърво с тъмнозелени блестящи листа от семейство Седефчеви. Произхожда от Югоизточна Азия (Китай и Виетнам). В Европа е позната едва от началото на 19 в. Наречена е на името на китайските мандарини (висши сановници), които са били големи ценители на този плод.
Мандарината е с диаметър 5 – 8 cm, тежи до около 60 g, има сферична, леко сплесната форма. Плодът е многогнездна ягода, със семена, с нежно, сочно, сладко-кисело месо, покрит с тънка оранжева кора. Съдържа средно 89,7% вода, 1,1% лимонена киселина, 8,4% захари, витамин С (31 – 36 mg%) и малки количества В1, В2, PP и каротин. Използва се в прясно състояние и за преработка. От кората се получава етерично масло, което се използва в хранителната промишленост и парфюмерията. Най-известни са мандарина уншиу и италианската мандарина.

## Производство
Мандарини се отглеждат в Китай, Япония, Южна Азия. Култивира се в страните от бившия Съветски съюз, САЩ, Средиземноморието и др. В България може да се отглежда само в оранжерии или стайно. Най-големи производители на мандарини са Испания, Алжир, Мароко, САЩ. В последните години обаче все повече са предпочитани нейните хибриди, най-вече клементината (кръстоска между мандарина и портокал), поради това, че те нямат семки.
Близки по изглед и вкусови качества до мандарините са цитрусовите плодове сацуми и клементини.